# Ivan Urbanec
Ivan Urbanec, slovenski prevajalec in narodni delavec, * 30. april 1852, Selo pri Vodicah, † 12. julij 1886 Ptuj. 

## Življenje in delo
Po ljudski šoli in bančnem tečaju je opravljal različne službe: pri Prvi hrvatski štedionici v Zagrebu (1873-1874), nato bil nekaj časa pisar pri grofu Bombellesu v Vinici pri Varaždinu, od 1882 do smrti pa tajnik slovenske posojilnice in čitalnice na Ptuju. Bil je spreten in vnet agitator, zato so mu nalagali organizacijske priprave za volitve poslancev v deželni in državni zbor; izkazal se je pri nabiranju denarnih prispevkov za nakup ptujskega Narodnega doma, a preobremenjenost z delom in požrtvovalnost  pri obiskovanju vasi v ptujski okolici sta pospešili njegovo smrt.
Urbanec je prosto prevedel iz nemščine povest W. Freya, Ječarjeva hči (Ptuj 1881) ter zgodovinsko povest neznanega avtorja Kara Petrovič, osvoboditelj Srbije v prevodu: Knez črni Jurij osvoboditelj Srbije (COBISS)